# Dziewiąty
Dziewiąty (IX) – dzielnica Dąbrowy Górniczej, położona ok. 1,5 km na północny wschód od centrum, między Korzeńcem, Trzydziestym i Łęknicami, na północ od torów kolejowych i na południe od Pogorii III.
Nazwa pochodzi od IX pokładu węgla działającej na Korzeńcu w latach 1874-1909 kopalni "Jan", do którego schodzili górnicy zamieszkujący początkowo bezimienną kolonię ubogich domków parterowych – później Dziewiąty. Według innej wersji nazwa pochodzi od numerów katastralnych, czyli od urzędowego opisu gruntów i budynków. W latach 20. XX wieku, w okolicach ulicy Narodowej działał Polski Kościół Narodowy. 
W dzielnicy znajdował się zbiornik wodny "Zamółka", będący także miejscem wypoczynku. Został zasypany w latach 80. i na początku 90. XX wieku.